# Axel Prahl
Axel Ferdinand Konstantin Prahl (født 26. marts 1960 i Eutin) er en tysk skuespiller på teater og i film. Mest kendt for sin rolle som Münster-kommissær Frank Thiel i Tatort-serien.